# 東豐天主堂
23°20′43″N 121°20′43″E / 23.345378°N 121.345246°E
東豐天主堂，全名東豐露德聖母天主堂，位於花蓮縣玉里鎮東豐里（阿美族語:Afih；鐵份部落），屬天主教花蓮教區的玉里牧靈區。

## 簡介
民國41年（1952年），天主教會在花蓮成立教區，巴黎外方传教会派遣神父至花蓮縣玉里鎮服務。民國44年（1955年），教會便於花東縱谷、秀姑巒溪東岸193號縣道旁東豐里的阿美族鐵份部落建立教堂，即東豐天主堂。
東豐天主堂最富代表性的神職人員為潘世光神父（1932年－2018年）；潘世光來自法国，民國48年（1959年）受教會之命來東豐宣教，周遭如萬寧、安通、豐南、高寮與樂合等皆在服務範圍，期間熱心教育事業、多次變賣家產，甚至創辦「露德儲蓄互助社」救濟村民，歷時半世紀不輟，因潘世光神父服務範圍多在秀姑巒溪以東，被尊稱為「河東天使」。鐵份部落附近居民以阿美族為主，潘世光為傳教事業，自學阿美族語有成，爾後有感阿美族語凋零，又陸續編撰《阿美族語–法語字典》、《阿美族語聖經》與《阿美族語辭典》等。

## 東豐天主堂分堂列表

台灣天主教區分佈

玉里牧靈區：花蓮縣玉里鎮、瑞穗鄉、萬榮鄉、卓溪鄉、富里鄉；東豐天主堂屬玉里牧靈區主堂之一，兼管多所分堂。
| 名稱       | 正式名稱       | 地址                             | 備註                                   |
| ---------- | -------------- | -------------------------------- | -------------------------------------- |
| 東豐天主堂 | 東豐露德聖母堂 | 花蓮縣玉里鎮東豐里棣芬7鄰51號    | 阿美族部落                             |
| 樂合天主堂 | 樂合耶穌君王堂 | 花蓮縣玉里鎮樂合里樂合部落       | 阿美族部落                             |
| 安通天主堂 | 安通主顯堂     | 花蓮縣玉里鎮樂合里安通部落       | 阿美族部落                             |
| 高寮天主堂 | 高寮聖若望堂   | 花蓮縣玉里鎮觀音里高寮153-1號    | 客家社區                               |
| 學田天主堂 | 學田聖保祿堂   | 花蓮縣富里鄉學田村光明路19號     | 阿美族與閩南、客家、外省移民混合型村落 |
| 萬寧天主堂 | 萬寧聖若瑟堂   | 花蓮縣富里鄉萬寧部落聯絡道路67號 | 阿美族部落                             |
| 豐南天主堂 | 豐南聖母玫瑰堂 | 花蓮縣富里鄉豐南村吉拉米代部落   | 阿美族部落                             |

## 圖輯

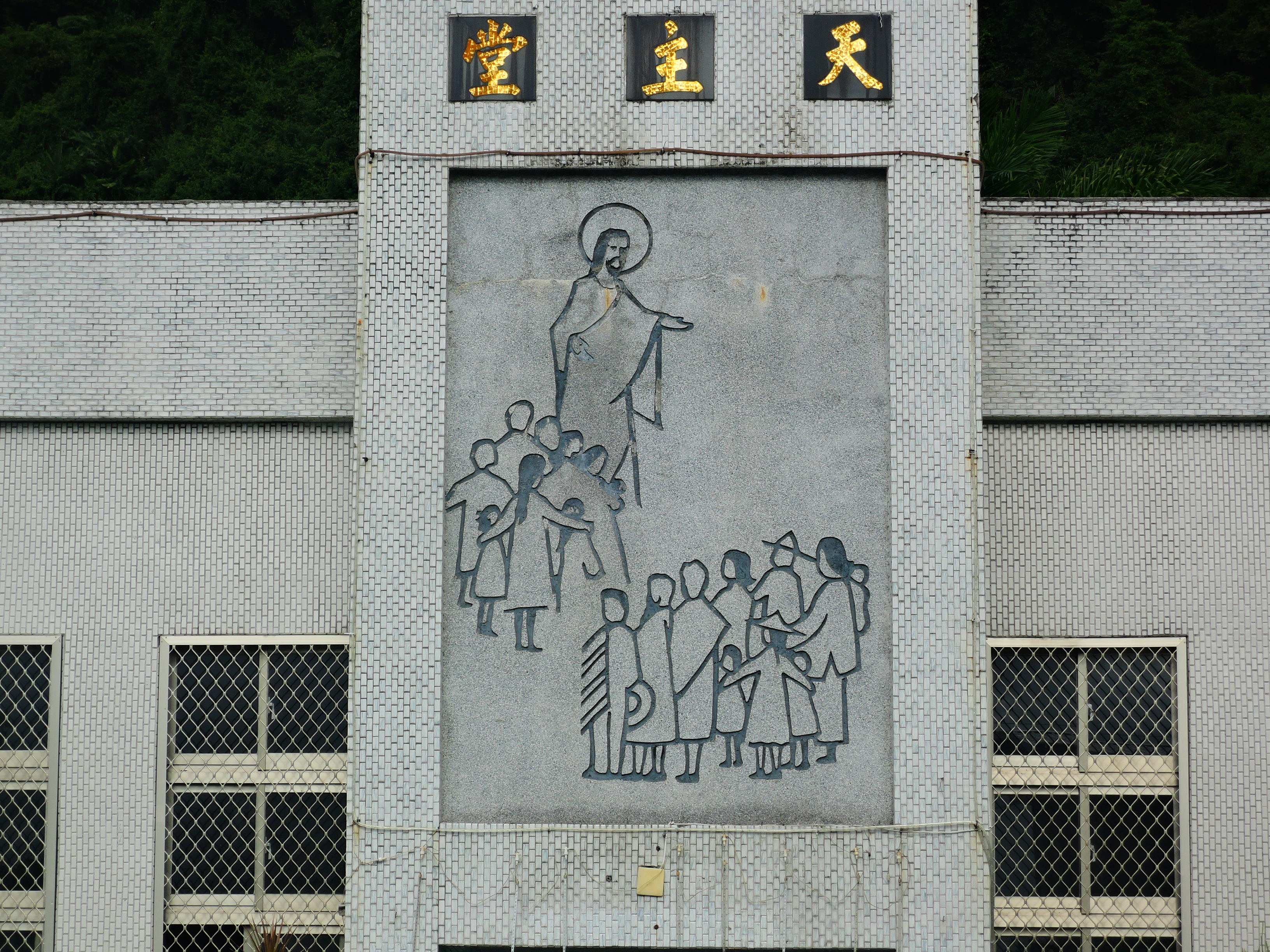
耶穌圖
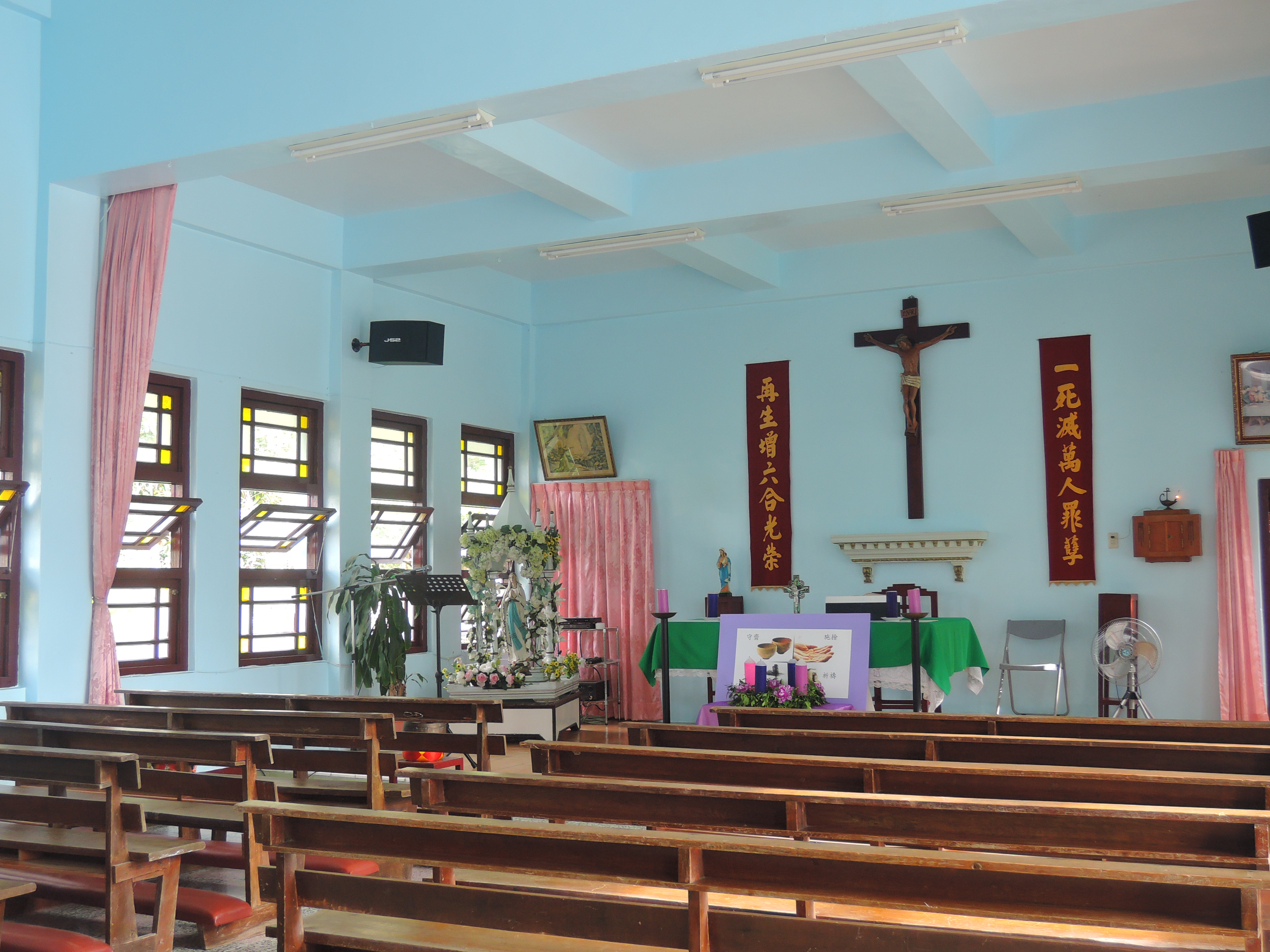
天主堂
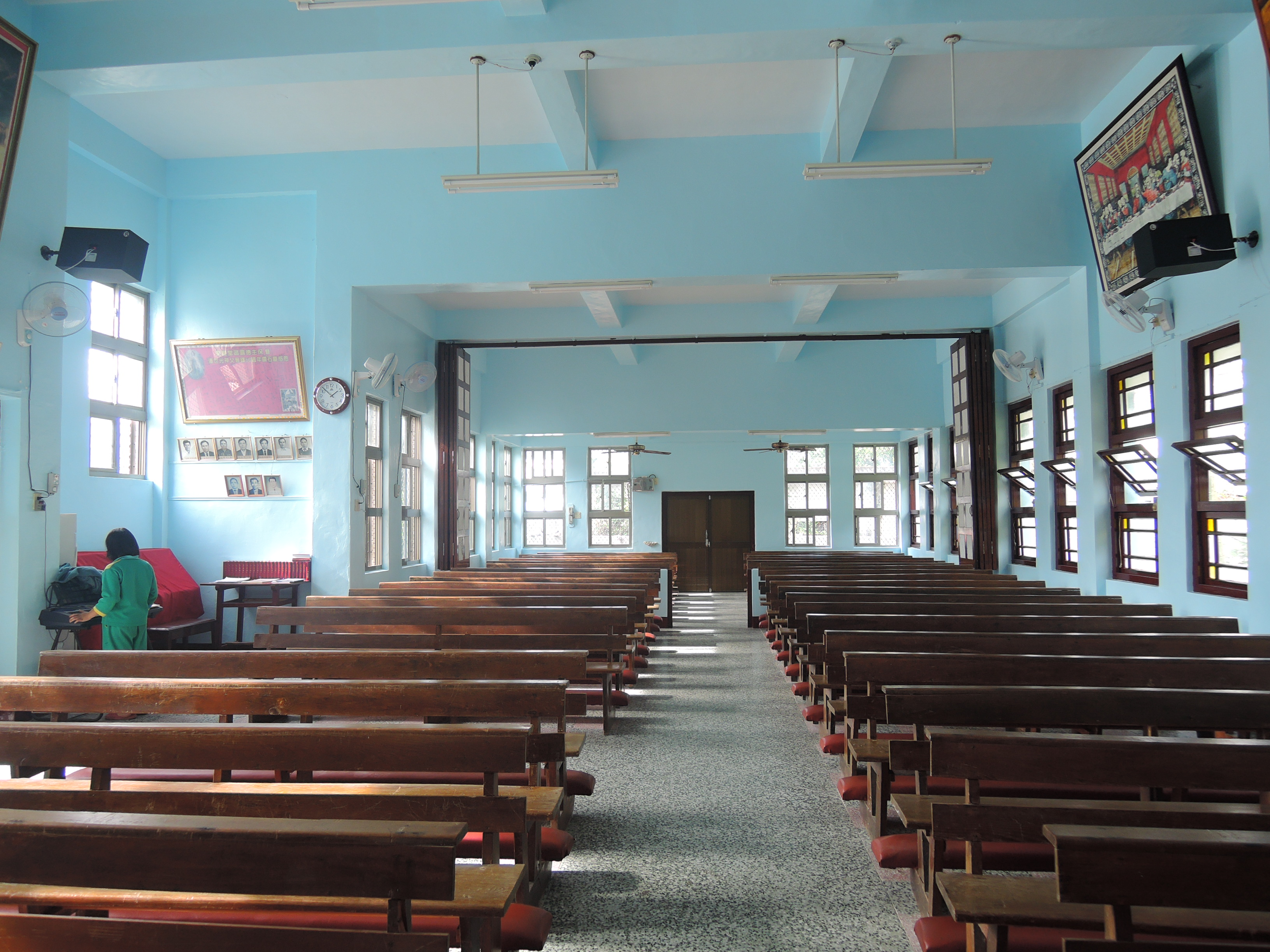
座位、鋼琴
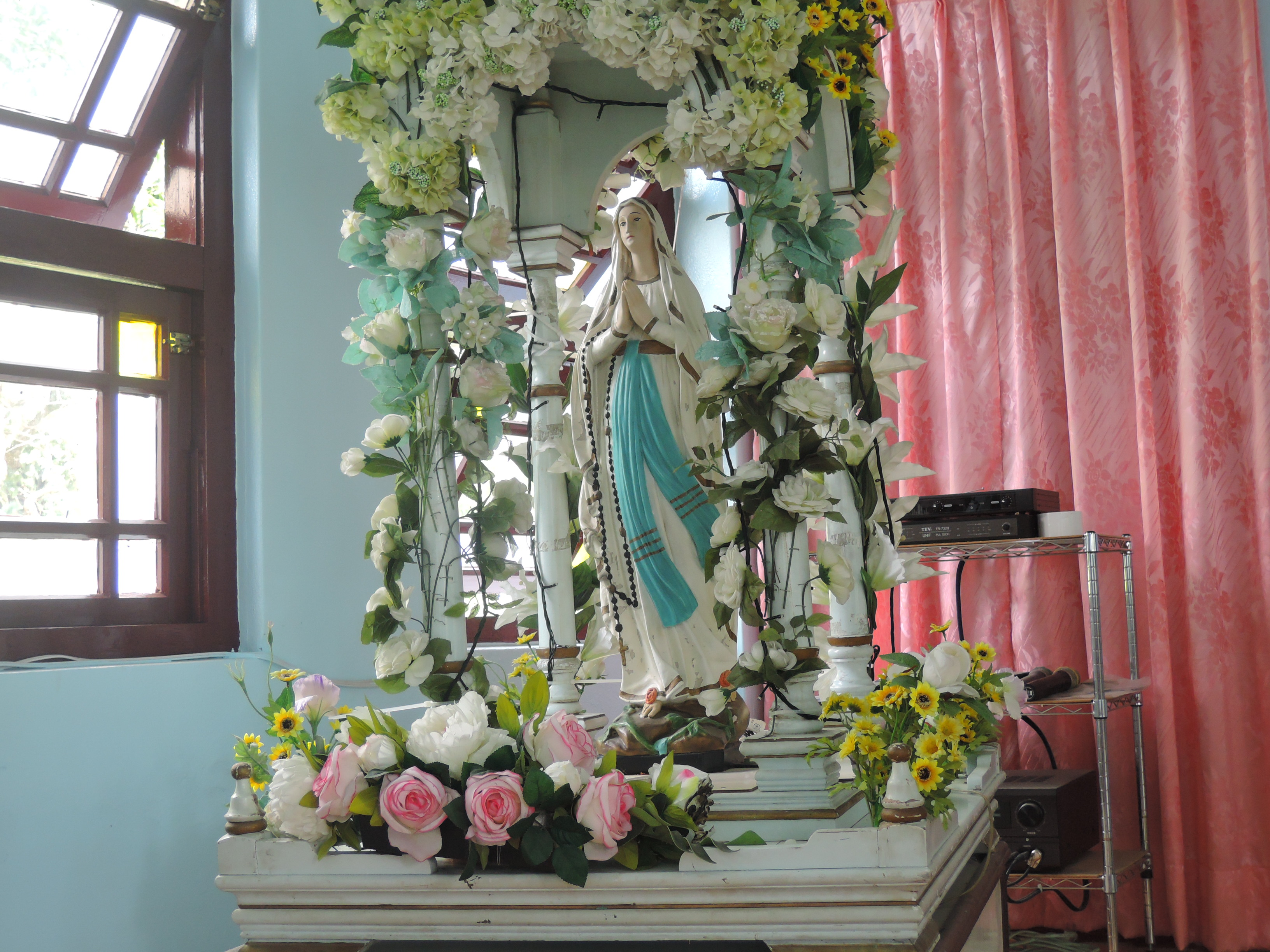
聖母像
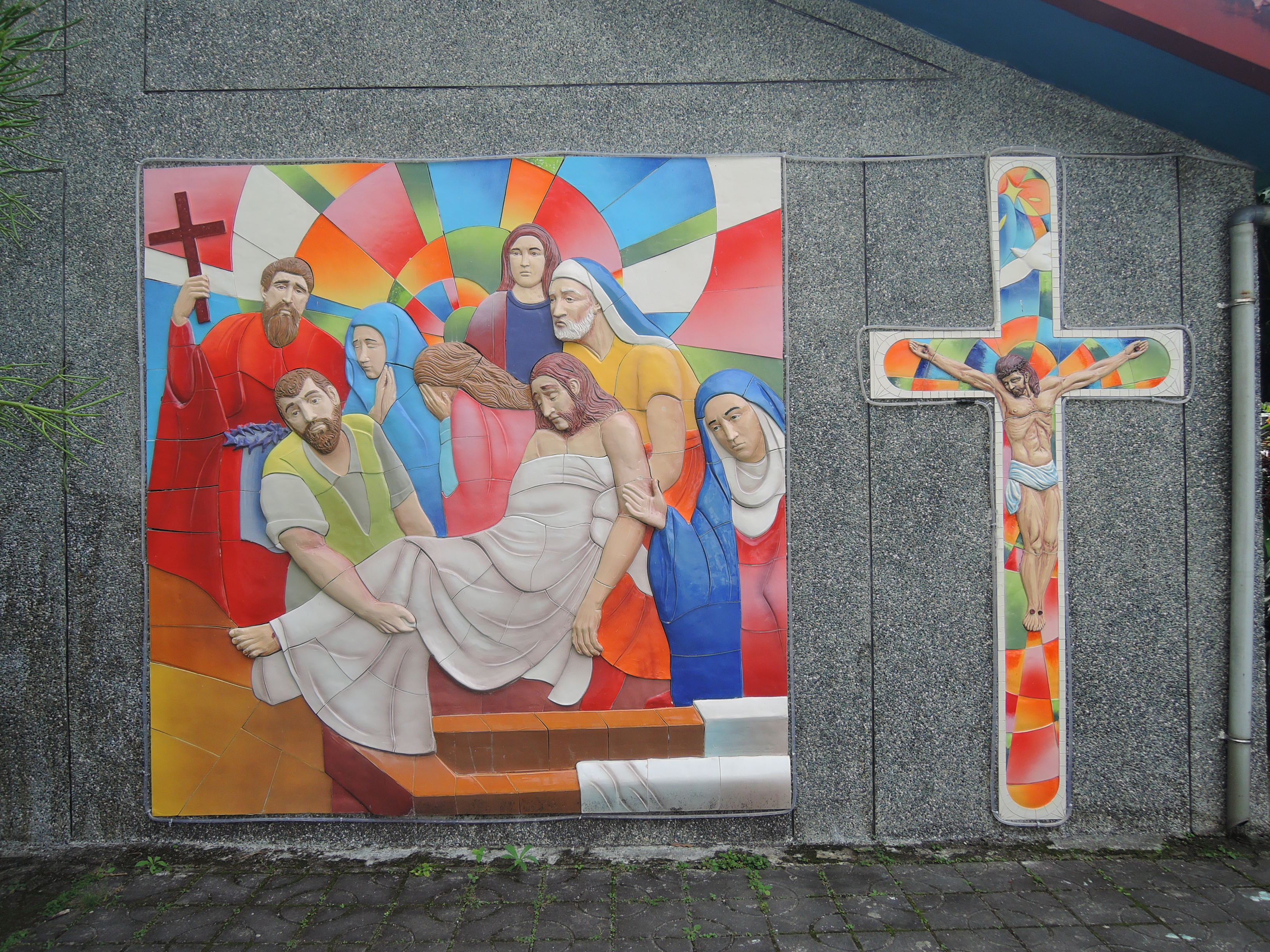
壁磚
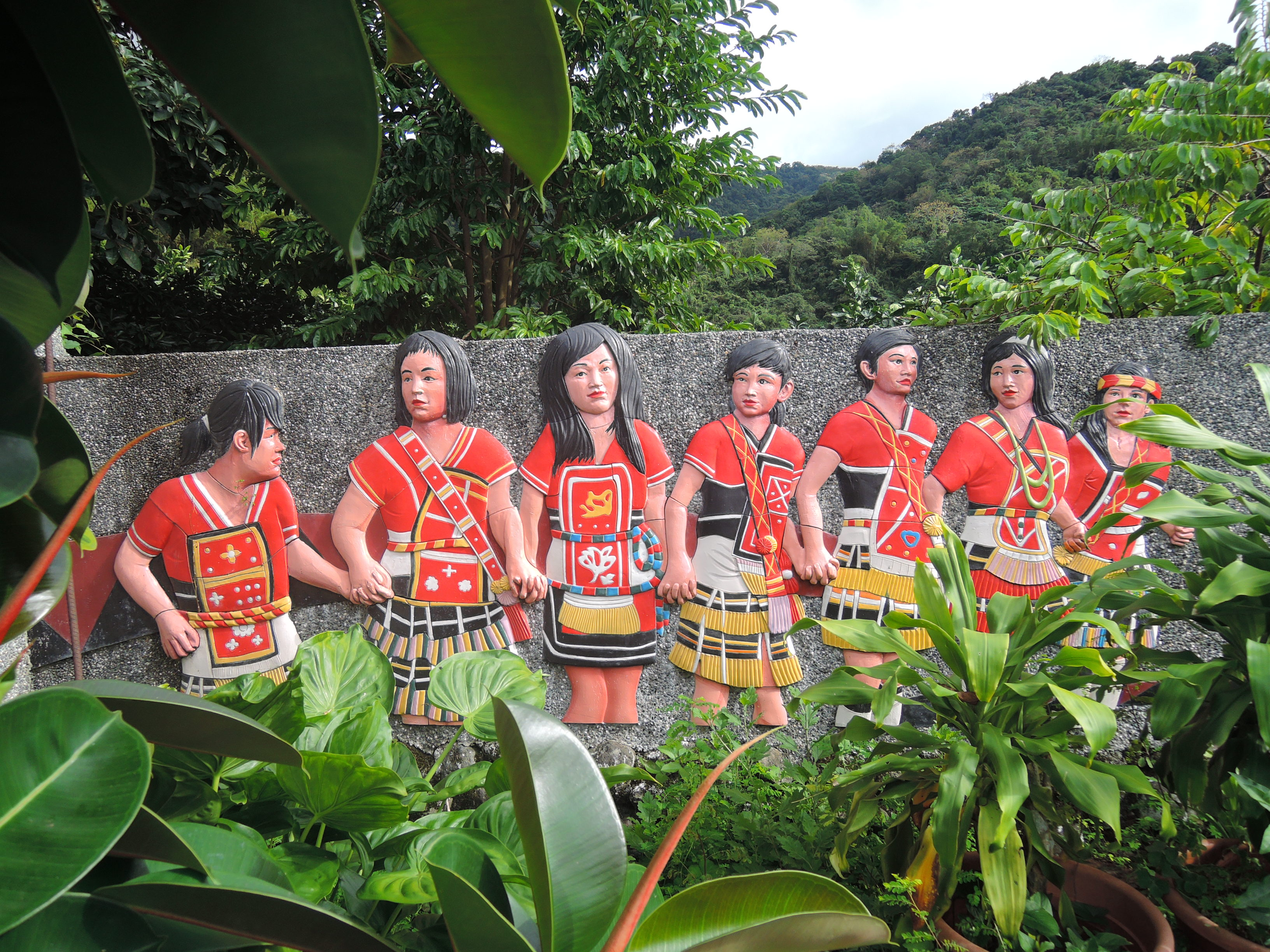
阿美族女子舞蹈

## 外部連結
- 隱身巷弄的天堂[]